# Società Sportiva Juve Stabia 2009-2010
Questa voce raccoglie le informazioni riguardanti la Società Sportiva Juve Stabia nelle competizioni ufficiali della stagione 2009-2010.

## Stagione
Nella stagione 2009-2010 la Juve Stabia partecipa al campionato di Lega Pro Seconda Divisione girone C. Durante la sessione di calciomercato, viene allestita una vera corazzata da parte del Direttore Sportivo Luigi Pavarese, guidata in panchina da Massimo Rastelli. I risultati arrivano, e i gialloblù concludono la prima parte del torneo 2009-2010 in cima alla classifica. Alla penultima giornata, grazie al successo ai danni del Cassino (2-0) ed al contemporaneo pareggio (1-1) fra Catanzaro e Brindisi, la Juve Stabia conquista nuovamente la promozione diretta in Lega Pro Prima Divisione con 73 punti, la seconda promossa vincendo i Play-off è la Cisco Roma. Nella Coppa Italia di Lega Pro le vespe vincono il girone I di qualificazione, poi nel primo turno ad eliminazione superano il Foggia, pareggiando (0-0) allo Zaccheria, ma superando i satanelli (3-4) ai rigori, mentre vengono eliminate nel secondo turno perdendo (1-0) a Cosenza. Al termine della stagione la Juve Stabia partecipa alla Supercoppa di Seconda Divisione, un mini torneo a tre, tra le vincitrici dei tre gironi, il trofeo se lo aggiudica la Lucchese.

## Organigramma societario
Area direttiva
- Presidente: Francesco Giglio
- Dirigenti: Francesco Giglio, Francesco Manniello
- Amministratore: Roberto Amodio

Area organizzativa
- Segretario generale: Raffaele Persico

Area comunicazione
- Responsabile: Clemente Filippi

Area marketing
- Responsabile: Gianclaudio Romeo

Area tecnica
- Direttore sportivo: Luigi Pavarese
- Responsabile area tecnica: Salvatore Di Somma
- Allenatore: Massimo Rastelli
- Allenatore in seconda: Dario Rossi

## Rosa
| N. |                      | Ruolo | Calciatore          |
| -- | -------------------- | ----- | ------------------- |
|    | Italia (bandiera)    | P     | Salvatore Soviero   |
|    | Italia (bandiera)    | P     | Antonino D'Oriano   |
|    | Italia (bandiera)    | P     | Andrea Panico       |
|    | Italia (bandiera)    | P     | Gennaro Terminiello |
|    | Italia (bandiera)    | D     | Raffaele Ametrano   |
|    | Italia (bandiera)    | D     | Emanuele Gentile *  |
|    | Italia (bandiera)    | D     | Antonio Bocchetti   |
|    | Italia (bandiera)    | D     | Danilo D'Ambrosio   |
|    | Italia (bandiera)    | D     | Moreno Esposito *   |
|    | Italia (bandiera)    | D     | Alessandro Fabbro   |
|    | Italia (bandiera)    | D     | Matteo Gritti       |
|    | Italia (bandiera)    | D     | Michele Iorio       |
|    | Italia (bandiera)    | D     | Antonino La Monica  |
|    | Italia (bandiera)    | D     | Vincenzo Moretti    |
|    | Italia (bandiera)    | D     | Luigi Pezzella      |
|    | Italia (bandiera)    | D     | Luigi Rinaldi *     |
|    | Belgio (bandiera)    | D     | Donovan Maury       |
|    | Argentina (bandiera) | C     | Diego Acoglanis     |

| N. |                      | Ruolo | Calciatore               |
| -- | -------------------- | ----- | ------------------------ |
|    | Italia (bandiera)    | C     | Enrico Maria Amore       |
|    | Italia (bandiera)    | C     | Marco Capparella         |
|    | Italia (bandiera)    | C     | Daniele Cinelli          |
|    | Italia (bandiera)    | C     | Raffaele D'Esposito      |
|    | Italia (bandiera)    | C     | Gaetano Grieco           |
|    | Italia (bandiera)    | C     | Francesco Marano         |
|    | Italia (bandiera)    | C     | Fabrizio Mineo           |
|    | Italia (bandiera)    | C     | Giuseppe Antonio Orefice |
|    | Italia (bandiera)    | C     | Pasquale Ottobre         |
|    | Italia (bandiera)    | C     | Maurizio Peluso          |
|    | Italia (bandiera)    | C     | Giovanni Ruscio          |
|    | Italia (bandiera)    | A     | Stefano Dall'Acqua       |
|    | Italia (bandiera)    | A     | Gianluca De Angelis      |
|    | Francia (bandiera)   | A     | Mathieu Gomes            |
|    | Italia (bandiera)    | A     | Marco Riccio             |
|    | Italia (bandiera)    | A     | Vincenzo Varriale        |
|    | Italia (bandiera)    | A     | Nazzareno Tarantino      |
|    | Argentina (bandiera) | A     | Jesus Sebastian Vicentin |

Con il simbolo * sono contrassegnati i calciatori acquistati e venduti nella stagione calcistica 2009-2010.

## Calciomercato

### Sessione estiva(dall'1/7 al 31/8)
| Acquisti | Acquisti | Acquisti | Acquisti |
| R.       | Nome     | da       | Modalità |
| -------- | -------- | -------- | -------- |

| Cessioni | Cessioni            | Cessioni           | Cessioni   |
| R.       | Nome                | a                  | Modalità   |
| -------- | ------------------- | ------------------ | ---------- |
| P        | Gennaro Terminiello | Sant'Antonio Abate | definitivo |
| D        | Giuseppe Attanasio  | Neapolis           | definitivo |

### Sessione invernale(dal 3/1 al 31/1)
| Acquisti | Acquisti            | Acquisti       | Acquisti   |
| R.       | Nome                | da             | Modalità   |
| -------- | ------------------- | -------------- | ---------- |
| C        | Pasquale Ottobre    | Fidelis Andria | definitivo |
| A        | Nazzareno Tarantino | Cavese         | definitivo |
| A        | Vincenzo Varriale   | Cavese         | definitivo |

| Cessioni | Cessioni            | Cessioni        | Cessioni   |
| R.       | Nome                | a               | Modalità   |
| -------- | ------------------- | --------------- | ---------- |
| D        | Danilo D'Ambrosio   | Torino          | definitivo |
| C        | Marco Capparella    | Pescina VG      | definitivo |
| C        | Raffaele D'Esposito | Vico Equense    | definitivo |
| C        | Gaetano Grieco      | Aversa Normanna | definitivo |
| C        | Fabrizio Mineo      | Vico Equense    | definitivo |
| A        | Stefano Dall'Acqua  | Pescina VG      | definitivo |

## Risultati

### Lega Pro Seconda Divisione

#### Girone di andata
| Arbitro: | Penno (Nichelino) |

|              |           |              |
| Vicentin 48’ | Marcatori | 63’ Vianello |

| Arbitro: | Manera (Castelfranco Veneto) |

|                                        |           |                         |
| Balistreri 27’ Lacarra 53’ G. Lisi 56’ | Marcatori | 18’ Peluso 37’ Vicentin |

| Arbitro: | Bellutti (Trento) |

|                                         |           |                                |
| Amore 03’ D'Ambrosio 30’ De Angelis 45’ | Marcatori | 63’ Muwana 3’ (rig.) Sportillo |

| Arbitro: | Stefanini (Livorno) |

|                                    |           |                             |
| Bigatti 16’ (rig.) Capocchiano 59’ | Marcatori | 35’ Amore 38’, 74’ Vicentin |

| Arbitro: | Mangialardi (Pistoia) |

|                                          |           |  |
| Amore 16’ Vicentin 64’, 90+2’ Peluso 78’ | Marcatori |  |

| Arbitro: | Coccia (San Benedetto del Tronto) |

|  |           |                |
|  | Marcatori | 36’ De Angelis |

| Arbitro: | Massa (Imperia) |

|                                  |           |                               |
| Di Maio 25’, 70’ A. Montella 45’ | Marcatori | 32’ De Angelis 46’ Capparella |

| Arbitro: | Irrati (Pistoia) |

|            |           |                |
| Fabbro 20’ | Marcatori | 07’ D. Ciofani |

| Arbitro: | Zanichelli (Genova) |

|           |           |                       |
| Doria 53’ | Marcatori | 47’ (rig.) Capparella |

| Arbitro: | Bagalini (Fermo) |

|                                               |           |              |
| M. Gritti 04’ De Angeli 41’ (rig.) Peluso 82’ | Marcatori | 06’ Piccinni |

| Arbitro: | Saia (Palermo) |

|                              |           |  |
| De Angelis 15’ Acoglanis 58’ | Marcatori |  |

| Arbitro: | Merlino (Udine) |

|  |           |                            |
|  | Marcatori | 49’, 54’ (rig.) Capparella |

| Castellammare di Stabia 15 novembre 2009, ore 15:00 CET 13ª giornata | Juve Stabia           | 0 – 0 | Vico Equense | Stadio Romeo Menti (1.696 spett.)\| Arbitro: \| Intagliata (Siracusa) \| |
| Arbitro:                                                             | Intagliata (Siracusa) |       |              |                                                                          |

| Arbitro: | Del Giovane (Albano Laziale) |

|                          |           |                         |
| Corsale 42’ Pignatta 63’ | Marcatori | 41’ Vicentin 55’ Marano |

| Arbitro: | Palazzino (Ciampino) |

|                     |           |              |
| Capparella 04’, 33’ | Marcatori | 81’ La Porta |

| Arbitro: | Gallo (Barcellona Pozzo di Gotto) |

|           |           |                         |
| Croce 26’ | Marcatori | 37’ Vicentin 42’ Peluso |

| Arbitro: | Vivenzi (Brescia) |

|                |           |  |
| De Angelis 07’ | Marcatori |  |

#### Girone di ritorno
| Arbitro: | D'Alesio (Forlì) |

|  |           |                         |
|  | Marcatori | 56’ Vicentin 84’ Peluso |

| Arbitro: | Borracci (San Benedetto del Tronto) |

|                                          |           |  |
| D'Ambrosio 08’ Peluso 14’ De Angelis 71’ | Marcatori |  |

| Arbitro: | Liotta (Lucca) |

|               |           |  |
| Infantino 80’ | Marcatori |  |

| Arbitro: | Zanichelli (Genova) |

|           |           |  |
| Gomes 48’ | Marcatori |  |

| Manfredonia 31 gennaio 2010, ore 15:00 CET 22ª giornata | Manfredonia          | 0 – 0 | Juve Stabia | Stadio Miramare (1.080 spett.)\| Arbitro: \| Giacomelli (Trieste) \| |
| Arbitro:                                                | Giacomelli (Trieste) |       |             |                                                                      |

| Arbitro: | Mariani (Aprilia) |

|                                                          |           |             |
| De Angelis 12’, 60’ Vicentin 23’ Varriale 80’ Peluso 85’ | Marcatori | 49’ Omolade |

| Arbitro: | Merchiori (Ferrara) |

|             |           |  |
| Ottobre 68’ | Marcatori |  |

| Arbitro: | Corletto (Castelfranco Veneto) |

|                                       |           |  |
| Barrionuevo 06’ D. Ciofani 21’ (rig.) | Marcatori |  |

| Arbitro: | Quartarone (Messina) |

|                                             |           |  |
| De Angelis 05’, 82’ Vicentin 19’ Peluso 80’ | Marcatori |  |

| Arbitro: | Pizzi (Saronno) |

|                     |           |                           |
| Moscelli 23’ (rig.) | Marcatori | 39’ Fabbro 56’ V. Moretti |

| Arbitro: | Ostinelli (Como) |

|  |           |                                |
|  | Marcatori | 08’ De Angelis 90+5’ Acoglanis |

| Arbitro: | Abbattista (Molfetta) |

|                                                   |           |  |
| De Angelis 02’, 47’ Peluso 54’, 64’ Tarantino 88’ | Marcatori |  |

| Arbitro: | Ruini (Reggio Emilia) |

|  |           |               |
|  | Marcatori | 09’ Tarantino |

| Arbitro: | Santonocito (Abbiategrasso) |

|  |           |                      |
|  | Marcatori | 03’, 56’ Ale. Napoli |

| Arbitro: | D'Alesio (Forlì) |

|              |           |                                    |
| Arcamone 48’ | Marcatori | 05’ (rig.) De Angelis 17’ Varriale |

| Arbitro: | Liotta (Lucca) |

|                         |           |  |
| Varriale 32’ Peluso 82’ | Marcatori |  |

| Arbitro: | Lo Castro (Catania) |

|                         |           |                         |
| Grieco 28’ M. Perna 33’ | Marcatori | 10’ Varriale 21’ Peluso |

### Supercoppa di Seconda Divisione
| Arbitro: | De Benedictis (Bari) |

|                            |           |                    |
| Varriale 11’ Tarantino 22’ | Marcatori | 47’ H. Fischnaller |

| Arbitro: | Trentalange (Nichelino) |

|                                             |           |                           |
| Scandurra 3’ Biggi 27’ Carloto 62’ Pera 71’ | Marcatori | 32’ De Angelis 87’ Peluso |

### Coppa Italia Lega Pro

#### Girone I
| Arbitro: | Ripa (Nocera Inferiore) |

|                                            |           |             |
| De Angelis 22’ Vicentin 31’ Capparella 84’ | Marcatori | 82’ Chietti |

| 12 agosto 2009 2ª giornata |  | – Turno di riposo Juve Stabia |  |  |

| Arbitro: | Baratta (Salerno) |

|                 |           |  |
| Peluso 17’, 81’ | Marcatori |  |

| Arbitro: | Moretti (Bari) |

|  |           |           |
|  | Marcatori | 3’ Riccio |

| Arbitro: | Di Francesco (Teramo) |

|           |           |  |
| Shiba 14’ | Marcatori |  |

| Arbitro: | D'Iasio (Matera) |

|                                                   |                      |                                         |
| Salgado Quadrini Velardi S. Tarantino Compierchio | Tiri di rigore 3 – 4 | Rinaldi Vicentin Grieco M. Gritti Mineo |

| Arbitro: | Cervellera (Taranto) |

|                   |           |  |
| Fabbro 22’ (aut.) | Marcatori |  |